# كريمة عبد الضيف
كريمة عبد الضيف (Karima Abd-Daif) من مواليد 18 يونيو 1965 سياسية نرويجية من أصل مغربي. تعمل لصالح حزب العمال النرويجي.

## حياته الشخصية
ولدت كريمة في مدينة مكناس بالمغرب. ومن ثَم هاجرت إلى النرويج لدراسة الاقتصاد واللغة الفرنسية في جامعة أوسلو.